# Jim Hobbs
Jim Hobbs (* um 1968 in Fort Wayne, Indiana) ist ein US-amerikanischer Jazz-Altsaxophonist, Bandleader und Komponist, der laut All About Jazz einer der talentiertesten Altsaxophonisten seiner Generation ist.

## Leben und Wirken
Hobbs wuchs im nordöstlichen Teil des Bundesstaats Indiana auf. Er erhielt 1986 ein Stipendium zum Kompositionsstudium am Berklee College of Music und arbeitete Ende der 1990er-Jahre mit der Band Prima Materia, mit der erste Aufnahmen entstanden. 1993 erschien sein Debütalbum Babadita (mit Timo Shanko und Django Carranza) beim  schwedischen Silkheart-Label, gefolgt von Peace & Hip Grease und weiteren Aufnahmen in den 1990er-Jahren in gleicher Besetzung, unter der Bezeichnung Fully Celebrated Orchestra, einem Piano-losem Trio in der Tradition der frühen Gruppen von Ornette Coleman. In Boston spielte er außerdem mit Charlie Kohlhase und Nate McBride.
Ab den 1990er-Jahren arbeitete Hobbs in New York City und im Raum Boston, u. a. mit dem Jazz Composers Alliance Orchestra, Jacob Williams Beyond Biology Band (mit Steve Lantner), Taylor Ho Bynum, im Trio Aych mit Joe Morris und Mary Halvorson, im Duo mit Laurence Cook und in Fred Hos The Green Monster Big Band (2004). Im Bereich des Jazz war er zwischen 1989 und 2011 an 25 Aufnahmesessions beteiligt. 2010 trat er mit dem Bynum-Sextet auf dem Internationalen Jazzfestival Saalfelden auf.

## Diskographische Hinweise
- Live at Latch String Inn (CUD, 1996)
- The Fully Celebrated Orchestra Presents Billy Ruane (CUD, 1998)
- The Death's Head Quartet (Opposite, 2001), mit Seth Putnam
- Fully Celebrated Orchestra: The Marriage of Heaven and Earth (Innova, 2002), mit Taylor Ho Bynum, Timo Shanko, Django Carranza
- Lapis Exilis (Skycap Records, 2005), mit Taylor Ho Bynum
- Drunk On the Blood of The Holy Ones: The Fully Celebrated (AUM Fidelity, 2008)
- Jim Hobbs, Joe Morris, Luther Gray: The Story of Mankind (Not Two Records, 2008)
- Laurence Cook/Jim Hobbs: Tragedies of Love (2009)
- Jim Hobbs & The Fully Celebrated Orchestra: FCO: The Early Years 1989 - 1990 (ed.2021), mit Jim-Bone Callahan, Timo Shanko, Ray Anthony